# Ducati 750 Monster
 (décembre 2022).
Si vous disposez d'ouvrages ou d'articles de référence ou si vous connaissez des sites web de qualité traitant du thème abordé ici, merci de compléter l'article en donnant les références utiles à sa vérifiabilité et en les liant à la section « Notes et références ».
La 750 Monster est une moto construite par Ducati entre 1996 et 2002. Elle fait partie des nombreuses déclinaisons existantes de la Ducati Monster.

## Description
Nouvelle venue dans la gamme Monster en 1996, la M750 reprend de la 600 son embrayage en bain d'huile, son unique disque de frein avant, sa boîte à 5 vitesses. Elle hérite de la 900 son refroidissement air-huile. Elle coûtait 57 990 F (8 840 €). Une version carbone complète l'offre : le réservoir, les caches latéraux et le dosseret de selle sont réalisés en fibre de carbone. Elle était vendue 65 990 F (10 060 €).
- 1998 :

La M750 gagne un disque de frein avant supplémentaire.
M750 Dark : Conçu pour présenter un modèle à prix plancher (56 990 F soit 8 688 €), la Mostro Dark connut un grand succès. Elle était revêtue d'une présentation noir mat.
- 1999 :

La M750 hérite d'une nouvelle fourche de 43 mm de diamètre.
M750 Classic : Nouvelle dénomination pour la version standard vendue 56 990 F (8 688 €).
M750 City : Basée sur un modèle Classic, la City propose en plus un pare-brise, des sacoches semi-rigides et une selle biplace. Elle est vendue 59 990 F (9 145 €).
M750 City Dark : Mélangeant les modèles City et Dark, elle devient presque un modèle utilitaire pour un prix rabaissé.
- 2000 :

M750 Classic : Elle devient accessible aux jeunes permis, puisque le moteur est bridable à 34 chevaux pour 56 990 F (8 688 €).
- 2001 :

Le réservoir de la M750 perd 0,5 litre, la réserve n'est que de 3 litres. 
M750 Metallic : La Monster est disponible dans des coloris métallisés.
- 2002 :

Pour sa dernière année de commercialisation, elle adopte l'alimentation par injection électronique Magneti Marelli ∅ 45 mm. La puissance augmente de 2 chevaux à 8 750 tr/min.

Elle est remplacée l'année suivante par la M800.